# Wieferich-pár
A matematikában Wieferich-párnak nevezik olyan  p és q prímszámpárosokat, melyekre igaz, hogy:
pq − 1 ≡ 1 (mod q2) és qp − 1 ≡ 1 (mod p2)
A Wieferich-párokat Arthur Wieferich német matematikusról nevezték el. Fontos szerepet játszottak Preda Mihăilescu 2002-es Catalan-sejtés-bizonyításában (azóta Mihăilescu-tétel).

## Ismert Wieferich-párok
Mindössze 7 Wieferich-pár ismert:
(2, 1093), (3, 1006003), (5, 1645333507), (5, 188748146801), (83, 4871), (911, 318917) és (2903, 18787). (sorozatok:  A124121,  A124122 and  A126432 in OEIS)

## Wieferich-triplett
Egy Wieferich-triplett olyan p, q, r prímhármas, melyekre igaz, hogy:
pq − 1 ≡ 1 (mod q2), qr − 1 ≡ 1 (mod r2) és rp − 1 ≡ 1 (mod p2).
12 Wieferich-triplett ismeretes:
(2, 1093, 5), (2, 3511, 73), (3, 11, 71), (5, 20771, 18043), (5, 53471161, 193), (5, 6692367337, 1601), (5, 6692367337, 1699), (5, 188748146801, 8807), (13, 863, 23), (17, 478225523351, 2311), (83, 13691, 821) és (1657, 2281, 1667). (sorozatok:  A253683,  A253684 és  A253685 in OEIS)

## Wieferich-sorozat
Egy k>1 természetes számhoz tartozó Wieferich-sorozat a következőképpen definiálható. A sorozat első eleme, a1=k, an = a legkisebb p prím, amire an−1p−1 nem ≡ 1 (mod p), de an−1 ≠ ±1 (mod p). A sejtés szerint bármilyen természetes számmal kezdődjön a sorozat, az végül periodikussá válik. Például legyen a1 = 2:
2, 1093, 5, 20771, 18043, 5, 20771, 18043, 5, ..., amivel egy hármas ciklusba került a sorozat: {5, 20771, 18043}. (egy Wieferich-triplet)
Legyen a1 = 83:
83, 4871, 83, 4871, 83, 4871, 83, ..., Szintén körbeért: {83, 4871}. (egy Wieferich-pár)
Legyen a1 = 59 (egy hosszabb sorozat):
59, 2777, 133287067, 13, 863, 7, 5, 20771, 18043, 5, ... az első példához hasonlóan eljutott 5-höz.
Több olyan érték van, aminek nem ismert a státusa, például legyen a1 = 3:
3, 11, 71, 47, ? (Nem ismert 47-es alapú Wieferich-prím).
Legyen a1 = 14:
14, 29, ? (Nem ismert 29-es alapú Wieferich-prím a 2 kivételével, de 22 = 4, ami osztója a 29 − 1 = 28-nak)
Legyen a1 = 39 (hosszabb sorozat):
39, 8039, 617, 101, 1050139, 29, ? (Elér a sorozat 29-hez)
Nem ismert, hogy léteznek-e olyan a1 > 1 értékek, amikre a sorozat nem válik periodikussá (tehát korlátok nélkül növekszik).
A sorozatok második elemei, ha a1=k (k = 2-től): 1093, 11, 1093, 20771, 66161, 5, 1093, 11, 487, 71, 2693, 863, 29, 29131, 1093, 46021, 5, 7, 281, ?, 13, 13, 25633, 20771, 71, 11, 19, ?, 7, 7, 5, 233, 46145917691, 1613, 66161, 77867, 17, 8039, 11, 29, 23, 5, 229, 1283, 829, ?, 257, 491531, ?, ... (láthatóan k = 21, 29, 47, 50 esetre már a második érték is ismeretlen)